# Château de Montmirail

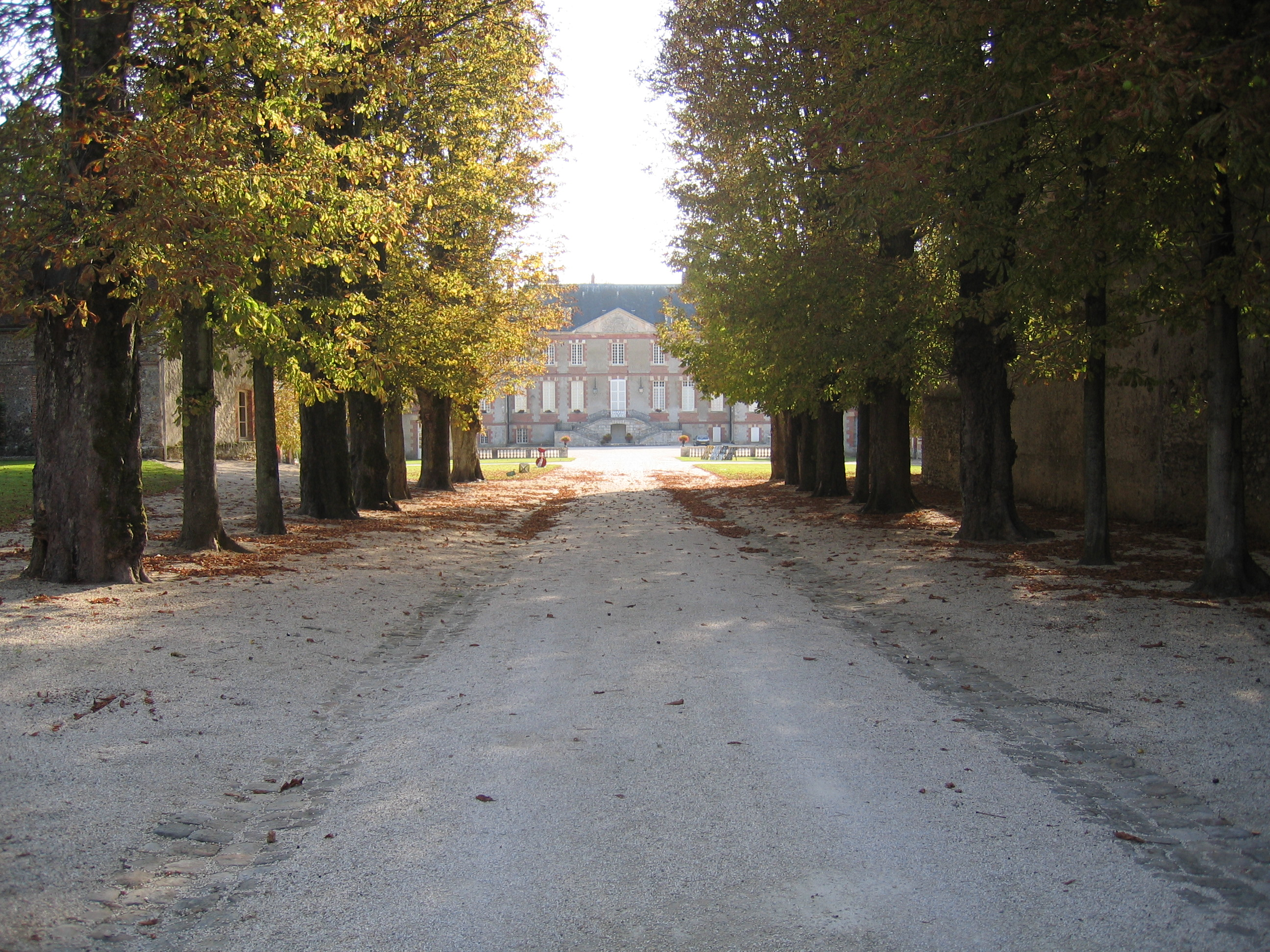
O Château de Montmirail visto da alameda de acesso.

O Château de Montmirail é um palácio francês situado no coração da cidade de Montmirail, no departamento de Marne. O edifício actual data do século XVI, tendo sido construído, em 1553, por Jacques de Silly. 
O palácio é objecto duma inscrição nos Monumentos Históricos desde o dia 2 de Março de 1928.

## Nobres e gestores de Montmirail
A propriedade onde se ergue o actual palácio pertenceu a várias famílias nobres ao longo dos séculos. É esta a lista de nobres e proprietários que passaram por Montmirail desde o século XI:
Família de Montmirail
- Dalmace de Montmirail, Senhor de La Ferté-Gaucher (cerca de 1045 - 1092)
- Gaucher de Montmirail, Senhor de La Ferté-Gaucher (cerca de 1075 - 1123)
- Hélie de Montmirail, Senhor de La Ferté-Gaucher (cerca de 1105 - cerca de 1150)
- André de Montmirail, Senhor de La Ferté-Gaucher (cerca de 1140 - cerca de 1212 - Ratificou, em 1212, todas as fundações feitas pelos Senhores de Oisy, seus predecessores, e nomeadamente a doação feita ao Mosteiro de Cerf-Froid, sede da Ordem dos Trinitários.
- Jean de Montmirail, Condestável de França (1165 - 29 de Setembro de 1217), também chamado de Jehan de Montmirail - salvou a vida de Filipe II de França, em Gisors, e participou na Quarta Cruzada. Retirou-se como monge para a Abadia de Longpont.
- Helvise de Dampierre, Senhora de Somsois (antes de 1162 - cerca de 1224)
- Jean II de Montmirail
- Mathieu de Montmirail, Senhor de La Ferté-Gaucher (? - 1262)
- Marie d'Oisy e de Montmirail, filha de Jean II de Montmirail, herdeira de Cambrai (cerca de 1195 - 20 de setembro de 1272), viúva de Enguerrand III de Coucy.

Família de Coucy
- Enguerrand IV de Coucy (1228 - 1311), filho da anterior.
- Enguerrand V de Coucy, (1255 - 1321), filho de Arnoul III, Senhor de Guines e de Aisne, casou em 1285 com Christine de Lindsay.
- Guillaume de Coucy, (cerca de 1290 - 1335), filho do anterior, Senhor de Coucy, casou em 1311 com Isabeau Châtillon.
- Raoul de Coucy, Senhor de Montmirail (? - cerca de 1389), casou em 1335 com Jeanne d'Harcourt.
- Jeanne d'Harcourt, viúva de Raoul de Coucy.
- Enguerrand de Coucy (1295 - 1344), Senhor de Condé-en-Brie, filho de Enguerrand V de Coucy.

ou Enguerrand de Coucy, Senhor de Coucy (? - cerca de 1344), filho de Guillaume de Coucy.
- Raul de Coucy, neto de Guilherme de Coucy († 1335), bispo de Metz (1387-1415) e depois bispo de Noyon (1415-1424) e senhor de Montmirail. Sem descendência.
- Blanche de Coucy (1365 - 1437), filha de Raoul de Coucy, casou com Hugues de Pierrepont, Conde de Braine.

Família de Pierrepont
- Jean de Pierrepont, Conde de Braine (1388 - 25 de Outubro de 1415), filho de Blanche de Coucy, marido de Elisabeth de Montagu.
- Jeanne de Pierrepont, Senhora de Braine (1413 - 4 de Outubro de 1459), filha de Jean de Pierrepont, Conde de Braine.

Família Sarrebruck
- Robert III de Sarrebruck, Conde de Braine (cerca de 1400 - 30 de Março de 1460), marido de Jeanne de Pierrepont, Senhora de Braine.
- Jean VII de Sarrebruck, Conde de Roucy (1430 - 14 de Junho de 1492), filho de Robert III (sem descendência).
- Georges de La Trémoille, Governador da Touraine (1427 - 1481).
- Robert IV de Sarrebruck (? - 4 de Setembro de 1504), sobrinho de Jean VII, marido de Marie d'Amboise de Chaumont.
- Georges D'Amboise, Arcebispo de Rouen Vente a partir de 1506.
- Amé III de Sarrebruck, Senhor de Commercy (cerca de 1435 - 1476), filho de Robert IV, casou em 1520 com Renée de La Mark, irmã do Cardeal de Amboise.

Família de Silly
- Philippine de Sarrebruck, filha de Robert IV de Sarrebruck, casou com Charles de Silly, Senhor de Rochefort-en-Yvelines (cerca de 1477 - 4 de Agosto de 1518).
- Jacques de Silly (? - 1571) - casou em 1547 com Madeleine d'Annebault e construiu o novo Château de Montmirail em 1553.
- Antoine de Silly, Barão de Montmirail (1570 - 1609), sobrinho do anterior, neto de Charles de Silly e filho de Louis de Silly, Senhor de La Roche-Guyon.

Família Gondy
- Françoise-Margueritte de Silly, Senhora de Commercy (? - 1625), filha de Antoine de Silly, casou em 1604 com Emmanuel de Gondy, apelidado de "Philippe", Conde de Joigny (1581 - 29 de Junho de 1662), vindo de Itália com Maria de Médici.
- Philippe de Gondy.
- Pierre de Gondy, General das Galeras do Rei, Duque de Retz, (1602 - 29 de Abril de 1676), casou com a sua prima Catherine de Gondy (28 de Dezembro de 1612 - 20 de Setembro de 1677), filha e herdeira de Henry de Gondi, Duque de Retz (1590 - 12 de Agosto de 1659).

Família de La Trémoille
- Louis II de La Trémoille, Duque de Noirmoutier (25 de Dezembro de 1612 - 12 de Outubro de 1666), casou em 1640 com Renée Julie Aubery (1618 - 20 de Fevereiro de 1679), comprou o palácio por 550.000 libras e mandou construir a ala frente à igreja.
- Renée Julie de La Tremoille, viúva de Louis II a partir de 1666.

Família Louvois
- François Michel Le Tellier, Marquês de Louvois e de Courtenvaux (18 de Janeiro de 1641 - 16 de Julho de 1691), casou com Anne de Souvré, Marquesa de Courtenvaux (30 de Novembro de 1646 - 2 de Dezembro de 1715).
- Michel-François Le Tellier, Conde de Courtenvaux (15 de Maio de 1663 - 11 de Maio de 1721), casou em 1691 com Anne Catherine, apelidada de "Marie" d'Estrées (1663 - 1741).
- Louis-Nicolas Le Tellier, Marquês de Souvré (23 de Janeiro de 1667 - 10 de Dezembro de 1725).
- François Louis Le Tellier, Marquês de Louvois (8 de Setembro de 1704 - 25 de Novembro de 1767), Marechal de França, Duque de Estrées.
- "François" Michel César Le Tellier de Louvois III, Marquês de Courtenvaux (Fevereiro de 1718 - 7 de Julho de 1781), filho de François Le Tellier (1693 - 24 de Setembro de 1719, filho de Michel-François Le Tellier, Conde de Courtenvaux, e de Anne Catherine, dita "Marie" d'Estrées) e de Anne-Louise de Noaillles (26 de Agosto de 1695 - 19 de Maio de 1773).
- Bénigne Le Tellier de Louvois (4 de Junho de 1764 - 24 de Janeiro de 1849), neta de "François" Michel César Le Tellier, casou com Ambroise-Polycarpe de La Rochefoucauld, Marquês de Surgères, Visconde de La Rochefoucauld, 1º Duque de Doudeauville (22 de Abril de 1765 - 2 de Junho de 1841).

Famille La Rochefoucauld
- Zénaïde de Chapt de Rastignac (1798 - 19 de Dezembro de 1875), neta de Bénigne, casou com François de La Rochefoucauld, 9º Duque de La Rochefoucauld (17 de Dezembro de 1794 - 11 de Dezembro de 1874)
- François XV Auguste Ernest Marie de La Rochefoucauld, 10º Duque de La Rochefoucauld, Duque de Liancourt de d'Anville (14 de Abril de 1818 - 4 de Dezembro de 1879), casou com Radegonde Euphrasie Bouvery.
- François XVI Alfred Gaston, 11º Duque de La Rochefoucauld, Duque de Liancourt de d'Anville (21 de Abril de 1853 - 24 de Fevereiro de 1925), casou com Mattie Elisabeth Mitchell (28 de Agosto de 1866 - 21 de Fevereiro de 1933).
- Edmée de Fels, Duquesa de La Rochefoucauld (28 de Abril de 1895 - 20 de Setembro de 1991), casou com Jean François Marie, 13º Duque de La Rochefoucauld, 8º Duque de Liancourt de d'Anville, (10 de Março de 1887 - 3 de Janeiro de 1970), sobrinho de François XVI Alfred Gaston, 11º Duque de La Rochefoucauld.
- François de La Rochefoucauld, Duque de Liancourt, neto do anterior, vendeu a propriedade em 1993.
- Francis Valdes

Sociedade Axon
- Joseph Puzo, Presidente da Axon.